# 木 (小説)
『木』(き、英語: The Tree) 、または 『木魂』(こだま)  は、ハワード・フィリップス・ラヴクラフトによる小説。1920年に執筆され、1921年10月に同人誌『トライアウト』に掲載された。ラヴクラフトの没後、『ウィアード・テイルズ』1938年8月号にも掲載された。
本作は古代ギリシャを舞台とした短編怪奇小説であり、ラヴクラフトの古代ギリシャ/古代ローマへの憧憬を示すものの一つと考えられている。

## あらすじ
アルカディアのマエナルス山の斜面にある、とある邸宅の廃墟の周辺にオリーブの林があり、その中にとりわけ奇怪な様相のオリーブの大木がある。大木は邸宅の近くの荒廃した墓石のあたりから生えており、その不気味な姿から、地元民はパーン神と関係のあるものではないかと考え恐れているが、その近くに住んでいる養蜂家の老人は以下のような話を伝えている。
昔、その邸宅にはカロースとムーシデスという二人の彫刻家が住んでいた。二人の彫刻の素晴らしさは世に広く知られており、また彼らは実際の兄弟の様に仲がよいことでも知られていた。ただ、二人の性格には異なる部分もあって、ムーシデスは夜になるとテゲアの歓楽街で飲み遊ぶことを好んでいたが、カロースは自宅近くのオリーブ林の中で一人、夢想に浸ることを好んでいた。
あるとき、二人の腕の良さを聞いたシュラクサイの僭主が、女神テュケーの豪華な像を二人でそれぞれ競作するように命じた。カロースとムーシデスは喜んで受け入れ制作に取り掛かったが、やがてカロースが病に冒され、ムーシデスは彼を懸命に看護したがカロースの病状は日に日に悪くなっていた。
ムーシデスはこの状況に取り乱し憔悴していたのに対し、カロースは以前と変わらぬ穏やかな様子で、もし自分が亡くなったら自分の墓にオリーブ林から取ってきた小枝を一緒に埋めて欲しいとムーシデスに頼んだ。やがてカロースが亡くなると、ムーシデスは自ら素晴らしい大理石の墓石を彫り、親友の望み通りオリーブの小枝を一緒に埋葬した。
カロースが亡くなってしばらくの後、ムーシデスはテュケー像の制作を再開し、親友の死を振り払うかのように制作に没頭した。カロースの墓のそばにはオリーブの若木が生え、この木は不思議なことにとても成長が速かった。
カロースが亡くなって三年が経ったある日、テュケー像が完成したとムーシデスからシュラクサイの僭主へ使者が送られた。このころにはオリーブの木は邸宅を覆うほど巨大に成長しており、ひときわ巨大な大枝が邸宅の上に伸びていた。
シュラクサイの僭主からの使いの者がテゲアに到着した夜、マエナルス山では暴風が吹き荒れた。翌朝、使いの者がムーシデスの邸宅を訪問すると、昨夜の暴風でオリーブの大枝が邸宅の上に落ち、邸宅は跡形もないほど破壊されていた、そして不思議なことに、倒壊した邸宅の廃墟をいくら調べても、テュケー像もムーシデスも見つからなかったのである。
使いの者やテゲアの町の者は落胆して帰っていき、オリーブの木は今もその廃墟に残っている。そして、ときおり夜風が吹くと、オリーブの枝が「オイダ、オイダ（私は知っている）」という、声にも似た奇妙な音を出すのだと言う。

## 収録
- 国書刊行会『定本ラヴクラフト全集1』矢野浩三郎監訳／佐藤嗣二訳 『木魂』
- 創元推理文庫『ラヴクラフト全集7』大瀧啓裕訳 『木』